# Pierluigi Cera
Pierluigi Cera (* 25. Februar 1941 in Legnago (VR), Italien) ist ein ehemaliger italienischer Fußballspieler.

## Karriere
Der Abwehrspieler Pierluigi Cera spielte in den 1960er und 1970er Jahren für die Klubs AC Cesena, US Cagliari und Hellas Verona. 1969/70 gewann er mit der US Cagliari unter Manlio Scopigno den Scudetto, die italienische Meisterschaft. Er stand im Kader der italienischen Nationalmannschaft bei der Fußball-Weltmeisterschaft 1970 in Mexiko, wo er Vize-Weltmeister und beim denkwürdigen Jahrhundertspiel im Halbfinale gegen Deutschland als Verteidiger eingesetzt wurde. In der 67. Minute dieses Spiels foulte er Franz Beckenbauer in Strafraumnähe. Schiedsrichter Arturo Yamasaki entschied zum Ärger der deutschen Spieler nicht auf Elfmeter. Beckenbauer kugelte sich die Schulter bei dem Foul aus und musste fortan mit einer Armschlinge weiterspielen.
Cera bestritt von 1969 bis 1972 insgesamt 18 Länderspiele für Italien. Der italienische Fußballverband führt ihn irrtümlich als Torschützen bei einem Freundschaftsspiel am 17. Oktober 1970 in der Schweiz;  tatsächlich erzielte jedoch der Stürmer Sandro Mazzola das Tor.

## Erfolge
Als Nationalspieler
- Vize-Weltmeister: 1970

Mit seinen Vereinen
- Italienischer Meister: 1969/70